# Hyloconis improvisella
Hyloconis improvisella là một loài bướm đêm thuộc họ Gracillariidae. Loài này có ở vùng Viễn Đông Nga.
Ấu trùng ăn Lespedeza bicolor. Chúng có thể ăn lá nơi chúng làm tổ.